# 尹仁植
尹 仁植（ユン・インシク、朝鮮語: 윤인식、1922年9月23日または1923年9月3日 - 2000年1月5日）は、大韓民国の政治家、社会福祉活動家。第1・2代全羅南道議会議員・副議長、第7・8・9・10代韓国国会議員。
本貫は坡平尹氏。キリスト教徒。

## 経歴
日本統治時代の全羅南道咸平郡出身。中央神学校社会事業科卒。
1954年の第3代総選挙では自由党の候補として出馬し落選したが、1967年の第7代総選挙では咸平郡・霊光郡選挙区から共和党の候補として、霊光出身の4選議員の曺泳珪を下して初当選した。国会議員を計4期務め、うち3回は野党が強い全羅南道で与党候補として当選した。第五共和国の初の総選挙の第11代総選挙では韓国国民党の副総裁として出馬したが、落選したため政界を引退した。他には韓国児童福利会長、韓国社会福祉協議会長、社会事業全南連合会長、全羅南道議会議員・副議長、民主共和党全南第18地区党委員長・第6代大統領選挙対策委員長・中央常任委員・党務委員、世界キリスト教反共連盟理事長、国会内務・文教公報委員長、国家および国会朝餐祈祷会長、維新政友会運営委員、韓国福祉財団理事長などを歴任した。
2000年1月5日に死去。